# 自杀旅游
自杀旅游或安乐死旅游是有自杀意愿者前往某个司法管辖区进行自杀或协助自杀的做法。在协助自杀仍属非法的世界各地，患者可能无法在当地合法获得用于安乐死的药物，也无法得到医护人员的合法帮助，因此选择前往可以合法获得协助自杀的司法管辖区结束自己的生命。

## 目的地国

### 墨西哥
尽管主动安乐死在墨西哥属于不合法行为，但由于墨西哥政府对一些安乐死类药物管控并不严格，一般人比较容易通过非法渠道获取它们达到安乐死的目的。比如在墨西哥一般被用于安乐死宠物的戊巴比妥，它也可以让人在不对一个小时内无痛苦地安然逝世，普通人很容易在兽医和宠物商店获取。有报道指出从世界各地寻求结束自己生命的人会将墨西哥作为自杀旅行的一个理想目的地。

### 瑞士
瑞士在1941年通过安乐死相关法案，合法化协助自杀。由于瑞士法律并不限定接受安乐死对象为公民或本地居民，瑞士成为自杀旅行首选目的地之一。非营利组织Dignitas协助自杀旅游者进行安乐死。

### 荷兰
荷兰在2001年正式通过安乐死合法化的相关法案，并在2002年推行。一些反对人士批评荷兰的安乐死政策会引发一波“安乐死旅游”的浪潮。不过在这二十年间，荷兰政府逐步完善法令的相关细节，目前在荷兰执行安乐死的过程十分严谨，需要满足特定条件，并经由医疗审议委员会审议通过才能执行。